# Crenuchus spilurus
Crenuchus spilurus és una espècie de peix de la família dels crenúquids i de l'ordre dels caraciformes.

## Morfologia
- Els mascles poden assolir 5,7 cm de llargària total.[2]

## Alimentació
Menja principalment larves d'efemeròpters, copèpodes i ostracodes.

## Hàbitat
Viu en zones de clima tropical entre 24 °C - 28 °C de temperatura.

## Distribució geogràfica
Es troba a Sud-amèrica: conques dels rius Orinoco, Amazones i costaneres de les Guaianes.